# Joni Markkanen
Joni Markkanen (ur. 6 stycznia 1998 w Chiang Mai) – fiński skoczek narciarski pochodzenia tajskiego. Medalista zimowego olimpijskiego festiwalu młodzieży Europy (2015).

## Przebieg kariery
W oficjalnych zawodach międzynarodowych rozgrywanych przez FIS zadebiutował w styczniu 2015, startując w zimowym olimpijskim festiwalu młodzieży Europy w Tschagguns. W konkursie indywidualnym zajął 17. pozycję, a w rywalizacji drużynowej wraz z fińskim zespołem (oprócz Markkanena skakali w nim również Andreas Alamommo, Niko Löytäinen i Niko Kytösaho) zdobył srebrny medal.
W sierpniu 2015 w Kuopio po raz pierwszy wystąpił w zawodach FIS Cup, plasując się na 61. pozycji. W lutym 2016 w Eau Claire zdobył pierwsze punkty tego cyklu, zajmując 23. i 18. miejsce – były to jednocześnie jego ostatnie w karierze starty w oficjalnych zawodach międzynarodowych rozgrywanych pod egidą FIS.
Jest medalistą mistrzostw Finlandii do lat 16, a także mistrzostw krajów północnych juniorów.

## Zimowy olimpijski festiwal młodzieży Europy

### Indywidualnie
| 2015 Tschagguns | – | 17. miejsce |

### Drużynowo
| 2015 Tschagguns | – | srebrny medal |

### Starty J. Markkanena na zimowym olimpijskim festiwalu młodzieży Europy – szczegółowo
| Miejsce | Dzień       | Rok  | Miejscowość | Skocznia                   | Punkt K | HS     | Konkurs  | Skok 1 | Skok 2 | Nota                   | Strata   | Zwycięzca     |
| ------- | ----------- | ---- | ----------- | -------------------------- | ------- | ------ | -------- | ------ | ------ | ---------------------- | -------- | ------------- |
| 17.     | 27 stycznia | 2015 | Tschagguns  | Montafoner Schanzenzentrum | K-97    | HS-108 | indywid. | 93,0 m | 92,5 m | 225,1 pkt              | 46,2 pkt | Niko Kytösaho |
| 2.      | 29 stycznia | 2015 | Tschagguns  | Montafoner Schanzenzentrum | K-97    | HS-108 | druż.    | 92,5 m | 96,5 m | 1000,7 pkt (238,4 pkt) | 29,7 pkt | Słowenia      |

## FIS Cup

### Miejsca w klasyfikacji generalnej
| Sezon     | Miejsce |
| --------- | ------- |
| 2015/2016 | 140.    |

### Miejsca w poszczególnych konkursachFIS Cup
Opracowano na podstawie materiału źródłowego:
| Sezon 2015/2016                                                               |         |        |        |         |         |            |            |        |        |          |          |          |          |            |            |          |          |            |            |         |         |           |           |        |
| Villach                                                                       | Villach | Kuopio | Kuopio | Szczyrk | Szczyrk | Einsiedeln | Einsiedeln | Râșnov | Râșnov | Notodden | Notodden | Zakopane | Zakopane | Pjongczang | Pjongczang | Whistler | Whistler | Eau Claire | Eau Claire | Planica | Planica | Harrachov | Harrachov | punkty |
| -                                                                             | -       | -      | 61     | -       | -       | -          | -          | -      | -      | -        | -        | -        | -        | -          | -          | -        | -        | 23         | 18         | -       | -       | -         | -         | 21     |
| Legenda                                                                       |         |        |        |         |         |            |            |        |        |          |          |          |          |            |            |          |          |            |            |         |         |           |           |        |
| 1 2 3 4-10 11-30 poniżej 30 dq – dyskwalifikacja - − zawodnik nie wystartował |         |        |        |         |         |            |            |        |        |          |          |          |          |            |            |          |          |            |            |         |         |           |           |        |